# Lima (Nova York)
Lima és una població dels Estats Units a l'estat de Nova York. Segons el cens del 2000 tenia 2.459 habitants.

## Demografia
Segons el cens del 2000, Lima tenia 2.459 habitants, 770 habitatges, i 532 famílies. La densitat de població era de 688 habitants/km².
Dels 770 habitatges en un 36,6% hi vivien nens de menys de 18 anys, en un 55,3% hi vivien parelles casades, en un 10% dones solteres, i en un 30,8% no eren unitats familiars. En el 25,6% dels habitatges hi vivien persones soles el 9,9% de les quals corresponia a persones de 65 anys o més que vivien soles. El nombre mitjà de persones vivint en cada habitatge era de 2,59 i el nombre mitjà de persones que vivien en cada família era de 3,15.
Per edats la població es repartia de la següent manera: un 22,6% tenia menys de 18 anys, un 19% entre 18 i 24, un 29,4% entre 25 i 44, un 20,7% de 45 a 60 i un 8,3% 65 anys o més.
L'edat mediana era de 32 anys. Per cada 100 dones de 18 o més anys hi havia 93,9 homes.
La renda mediana per habitatge era de 41.646 $ i la renda mediana per família de 52.102 $. Els homes tenien una renda mediana de 29.966 $ mentre que les dones 25.429 $. La renda per capita de la població era de 15.622 $. Entorn del 3,4% de les famílies i el 5,3% de la població estaven per davall del llindar de pobresa.